# ダブ
ダブ（dub）は、レゲエから派生した音楽制作手法、及び音楽ジャンルである。ダブ制作に携わる音楽エンジニアのことを特にダブ・エンジニアという。語源はダビング（dubbing）であるとされている。

## 概要
ダブは（レゲエ）楽曲のリズムを強調してミキシングし、エコーやリバーブなどのエフェクトを過剰に施すことで、原曲とは全く別の作品に作り変えてしまうことである。リミックスの元祖とも言われる。

## 歴史
ダブはジャマイカで始まった音楽手法とされている。同国のレゲエ盤ではB面にA面の曲からボーカルやホーンのトラックを削除したカラオケ音源（ヴァージョンという）を収録することが多かった。しかし、1968年頃にジャマイカのレコーディングエンジニアであるキング・タビーがサウンド・システム用のボーカル抜きのトラック（ヴァージョン）を製作する過程で強いエフェクターをかけたものを偶然発明したとされる。しかし、リー・ペリーまたは、エロール・トンプソンがダブの発明者であるという説もある。1970年代には世界中にダブの手法が広まった。
ダブは本来ボーカル入りの楽曲を加工したものだが、発表される場合は歌手ではなくエンジニア名義であることが多い。1973年に発売されたリー・ペリー『Blackboard Jungle Dub』などが初のダブ・アルバムである。1978年、リントン・クウェシ・ジョンソンはデニス・ボーヴェルの制作したダブに乗せ自作の詩を朗読したアルバム『Dread, beat an' Blood』を発表し、ダブ・ポエトリーというジャンルの第一人者となった。
1980年代のイギリスではマッド・プロフェッサー、ジャー・シャカらがデジタル機材を駆使したダブサウンドを創作し、ニュールーツと呼ばれるレゲエのサブジャンルを作り上げた。エイドリアン・シャーウッドは、ダブにパンク・ロックやニュー・ウェイヴの要素を取り入れた。シャーウッドは、ON-Uやプレッシャー・サウンズなどのレーベルを設立している。他にマトゥンビ、ニュー・エイジ・ステッパーズ、ビル・ラズウェル、カルチャー・クラブ、バウハウスらがダブの手法を取り入れた曲を発表した。1980年には、ローリング・ストーンズが行き詰りを感じさせたアルバム『エモーショナル・レスキュー』で、ダブやディスコを取り入れた。本来はスタジオでの作業であったダブを、ライブで生演奏するようになったのは1980年代前半のことである。イギリスではアスワドやマトゥンビが生演奏をおこなった。
日本ではMUTE BEAT等がほぼ同時期に生演奏にダブを取り入れた。その後、DRY&HEAVYなどもダブを演奏している。手法としてのダブはその後テクノ、ジャングル、ヒップホップ、ハウスなど様々なダンス・ミュージックに取り入れられていった。また、エレクトロニカとクロスオーバーしたダブテクノや、環境音楽と混交したアンビエント・ダブ、2ステップと混交したダブステップなどの新たなジャンルが派生した。